# Jeremy Thorpe
John Jeremy Thorpe, PC (ur. 29 kwietnia 1929 w South Kensington, zm. 4 grudnia 2014 w Londynie) – brytyjski członek parlamentu z okręgu wyborczego North Devon (od 1959 do 1976), były lider Partii Liberalnej (1967–1976).
W maju 1979 roku został osądzony w Old Bailey pod zarzutem spisku i podżegania do zabójstwa, w związku z jego wcześniejszymi relacjami z Normanem Josiffem (znanym też jako: Norman Scott), byłym modelem. Thorpe został uniewinniony ze wszystkich zarzutów, ale sprawa zakończyła jego karierę polityczną.
W 2018 roku powstał w Wielkiej Brytanii biograficzny miniserial o wydarzeniach z jego życia pt. Skandal w angielskim stylu (A Very English Scandal), oparty na książce Johna Prestona pod tym samym tytułem. W roli Jeremy’ego Thorpe’a wystąpił Hugh Grant.